# Massacro di Purim
L'attentato al centro Dizengoff (o il massacro di Purim) fu un attacco terroristico palestinese il 4 marzo 1996 alla vigilia della festa ebraica di Purim. L'attentatore suicida si fece esplodere fuori dal centro Dizengoff nel centro di Tel Aviv, uccidendo 13 israeliani e ferendone altri 130. L'attacco fu il quarto attentato suicida in Israele in nove giorni, portando il bilancio delle vittime in quel periodo a oltre 60.

## L'attacco
L'attentatore suicida si fece esplodere poco prima delle ore 16:00 locali fuori dal centro Dizengoff, il più grande centro commerciale di Tel Aviv. Quel giorno il centro era particolarmente affollato per la vigilia di Purim. Molti tra la folla erano bambini vestiti in costume per le vacanze. L'attentatore cercò di entrare nel centro commerciale ma tornò indietro a causa della presenza della polizia. Entrò nell'incrocio trafficato dove un gran numero di pedoni stava attraversando la strada e fece esplodere la sua bomba chiodata da 20 chilogrammi. Dopo l'attacco, una telefonata a una stazione radio israeliana, apparentemente da parte di un rappresentante di Hamas, identificò l'aggressore come Abdel-Rahim Ishaq, un residente di 24 anni a Ramallah.

### Vittime
L'attentatore suicida uccise 13 israeliani (12 civili e un soldato):
- Kobi Zaharon, 13 anni, di Tel Aviv;
- Yovav Levy, 13 anni, di Tel Aviv;
- Dana Guterman, 14 anni, di Moshav Mishmeret;
- Bat-Hen Shahak, 15 anni, di Tel Mond;
- Hadas Dror, 15 anni, di Tel Mond;
- Inbar Atiya, 22 anni, di Ramat Ef'al;[4]
- St.-Sgt. Assaf Wachs, 21 anni, di Holon;
- Tali Gordon, 24 anni, di Giv'atayim;[4]
- Gail Belkin, 48 anni, di Herzliya;
- Dan Tversky, 58 anni, di Tel Aviv;
- Leah Mizrahi, 60 anni, di Tel Aviv;
- Sylvia Bernstein, 73 anni, di Hod HaSharon;
- Rahel Sela, 82 anni, di Tel Aviv.

Inoltre, una donna incinta rimase ferita nell'esplosione e perse il suo bambino non ancora nato.